# エンガーニョ岬 (パラウイ島)
エンガーニョ岬（エンガーニョみさき、英語: Cape Engaño、スペイン語: Cabo Engaño）は、フィリピン、ルソン島北東端の沖合に位置するパラウイ島北東端の半島、岬。行政上はカガヤン州の基礎自治体であるサンタアナの一部であり、緑豊かな景観、白砂の砂浜、エンガーニョ岬灯台で知られる。
エンガーニョ岬の名は、かつて日本語では「エンガノ岬」と表記され、第二次世界大戦中のレイテ沖海戦の一環として戦われたエンガノ岬沖海戦にも付けられたが、実際のこの戦闘は岬から東方200マイルほど離れた開けた海域で行われた。この海戦では、大日本帝国海軍の空母瑞鶴と瑞鳳、千歳、千代田が繰り返し空爆を受け、3隻の軽巡洋艦と9隻の駆逐艦とともに沈没した。

## 画像

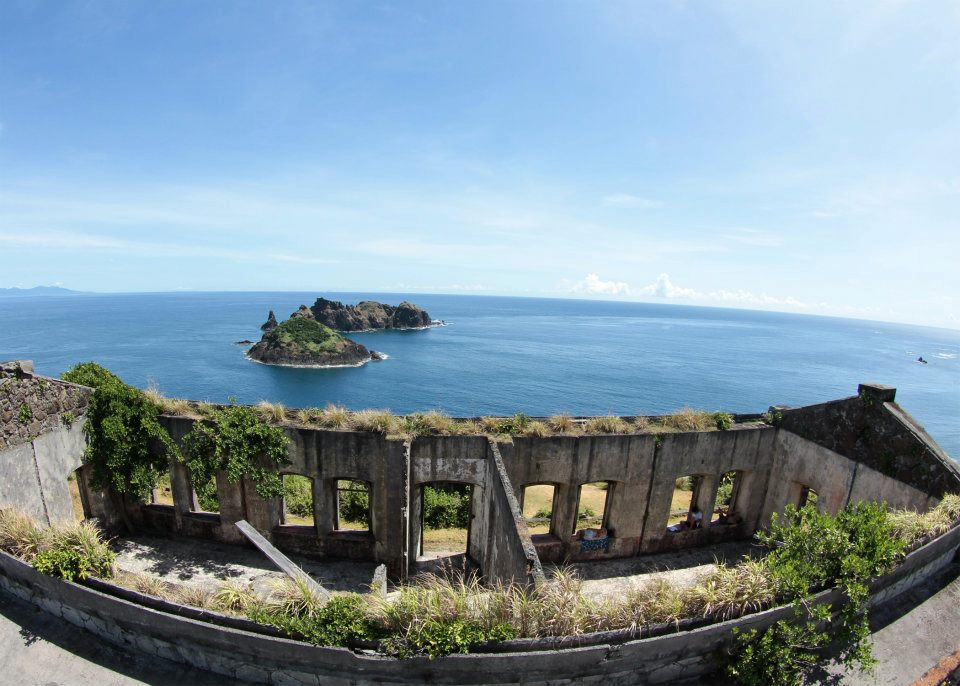
エンガーニョ岬灯台からの眺望。
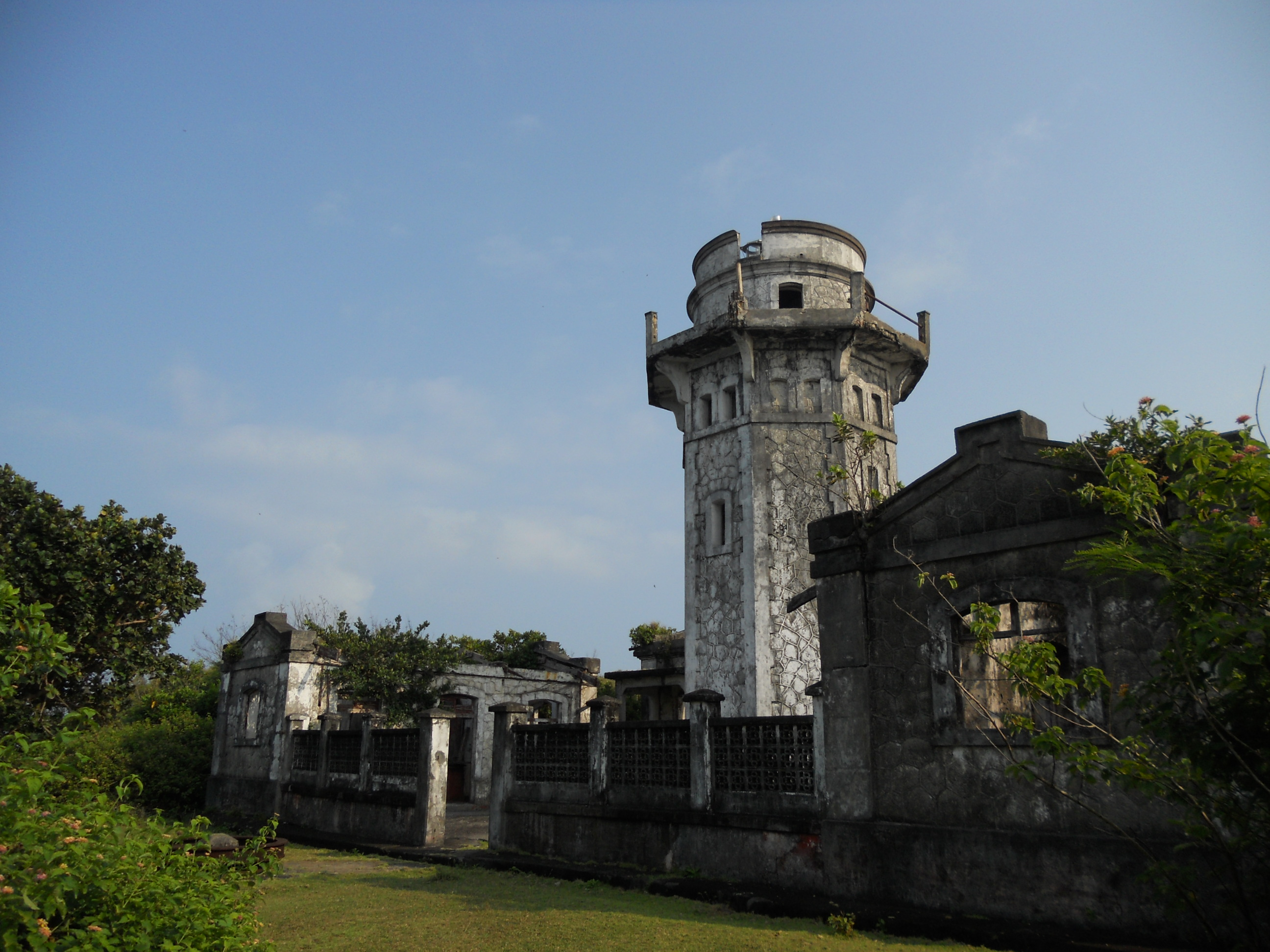
エンガーニョ岬灯台